# آیفون ۱۲ پرو
آیفون ۱۲ پرو و آیفون ۱۲ پرو مکس (انگلیسی: iPhone 12 Pro and iPhone 12 Pro Max) تلفن‌های هوشمندی هستند که توسط شرکت اپل طراحی و ساخته شده‌اند. این دو مدل، تلفن‌های هوشمند پرچمدار اپل در نسل چهاردهم تلفن‌های هوشمند آیفون هستند که جایگزین مدل‌های پیشین، آیفون ۱۱ پرو و آیفون ۱۱ پرو مکس شده‌اند. این دو مدل در ۱۳ اکتبر ۲۰۲۰ معرفی شده‌اند؛ آیفون ۱۲ پرو در ۲۳ اکتبر ۲۰۲۰ به بازار عرضه شد و آیفون ۱۲ پرو مکس نیز در ۱۳ نوامبر ۲۰۲۰ عرضه شد.
از تغییرات کلیدی این گوشی نسبت به آیفون ۱۱ پرو و پرو مکس می‌توان به پشتیبانی از ۵جی، سنسور لیدار، پشتیبانی از سیستم شارژ بی‌سیم و لوازم جانبی بی‌سیم مگ‌سیف، چیپست ۵ نانومتری اپل ای۱۴ بایونیک، ضبط ویدئوی اچ‌دی‌آر دالبی ویژن با وضوح ۴کی در ۳۰ یا ۶۰ فریم بر ثانیه، نمایشگرهای بزرگتر ۶٫۱ اینچ و ۶٫۷ اینچ به‌ترتیب در مدل‌های پرو و پرو مکس، ارتقای حداقل حافظه از ۶۴ گیگابایت به ۱۲۸ گیگابایت درکنار حافظه‌های ۲۵۶ گیگابایت و ۵۱۲ گیگابایت اشاره نمود. همچنین این مدل از شارژ سریع 20w با usb و فناوری شارژ بیسیم Power Delivery 2.0 با توان 15w نیز پشتیبانی می‌کند. آیفون ۱۲ پرو و پرو مکس همانند آیفون ۱۲ و ۱۲ مینی اولین سری از آیفون‌ها هستند که در جعبهٔ آن‌ها شارژر و هدفون ایربادز وجود ندارد. با این حال، کابل یواس‌بی سی به لایتنینگ همچنان در جعبهٔ آن‌ها قرار دارد. اپل به‌مرور زمان این تغییر را در سایر آیفون‌های درحال فروشش، مدل‌های آیفون ایکس‌آر، آیفون ۱۱ و آیفون اس‌ای ۲۰۲۰ نیز اجرا کرد.